# 藤間紫
藤間 紫（ふじま むらさき、1923年〈大正12年〉5月24日 - 2009年〈平成21年〉3月27日）は、東京都文京区根津出身の日本舞踊家、女優。本名は喜熨斗 綾子（旧姓: 河野→藤間）。

## 人物
日本医科大学元学長で理事長、日本私立大学協会会長も務めた河野勝斎の長女（9人兄弟のうち、4人が芸能、2人が医師)。12歳の時、六世藤間勘十郎に入門した。
夫は三代目市川猿之助（後の二代目市川猿翁、二代目藤間紫）。三世藤間勘祖（藤間高子）と俳優藤間文彦は、前夫六代目藤間勘十郎（二世藤間勘祖）との子。二代目中村藤太郎（前夫の養子となり3代目藤間大助を襲名後、六代目中村歌右衛門の芸養子になり中村藤太郎を襲名）、六代目中村東蔵は弟。宗家藤間流家元の八世藤間勘十郎（高子と梅若六郎 (56世)との婚外子）、元ジャニーズJr.で紫派藤間流の舞踊家・初代藤間翔（藤間貴彦、文彦の子）と紫派藤間流の家元で女優の藤間爽子（三代目藤間紫、文彦の子）は孫。
1944年、21歳の時、勘十郎から「紫」の名を貰い若くして名取となり、24歳年上の藤間勘十郎と結婚。一男一女を儲けたが、1960年代から16歳年下の市川猿之助と生活を共にするようになり、1985年に勘十郎と離婚。2000年に猿之助と正式に結婚した。
1948年の『淀君』をはじめとして、昭和30年代に帝国劇場での『椎葉の里』、明治座での『青銅のキリスト』（長与善郎原作）等を発表、舞踊劇の創作に注力。舞踊家としても藤紫会公演を大劇場にて行なう。1985年の勘十郎との離婚訴訟をきっかけに、宗家藤間流のお家騒動が起こり、1987年に宗家藤間流を離れ、紫派藤間流を創流。毎年東京と大阪にて舞踊会を開催。1993年10月、国立大劇場にて自身のリサイタル「藤間紫の会」を開催する。
女優として映画や舞台、テレビドラマにも数多く出演。女優初出演は1949年、舞台が新国劇『野口英世』、映画が新東宝作品『グッドバイ』。1995年9月より翌年にかけ猿之助演出の舞台『西太后』で主演、圧倒的な存在感を見せつけた。
2009年3月27日、肝不全のため死去。享年87（満85歳）。戒名は優照院賢徳紫芳大姉。

## 出演

### テレビドラマ
- どたんば（1956年、NHK）
- ウロコ座（KRT）
  - 巷談宵宮夜（1956年）
  - 修善寺物語（1957年）
  - 一本刀土俵入り（1957年）
  - 茅の屋根（1957年）
  - 佐々木高綱（1957年）
  - 国定忠治（1957年）
  - 刺青奇偶（1957年）
  - 無明と愛染（1957年）
  - 遠い星（1957年）
  - 女書生（1957年）
  - 声（1958年）
  - 今様薩摩歌（1958年）
  - 水滸伝（1958年）
  - 三味線しぐれ（1958年）
  - ひとり相撲（1958年）
  - 夕顔（1958年）
  - お源のたましい（1958年）
  - 江戸の挽歌（1958年）
- 東芝日曜劇場（KRT → TBS）
  - ひと夜（1957年）
  - 鶴亀（1957年）
  - 生きている小平次（1957年）
  - 元禄忠臣蔵 お浜御殿綱豊卿（1958年）
  - 中国越劇より 沈香扇（1958年）
  - 朝顔物語（1958年）
  - 命の長持（1959年）
  - 今日午の日（1959年）
  - 盲目物語（1959年）
  - 柳橋伝（1959年）
  - 初夜（1959年）
  - 「茅の屋根」「入れ札」（1960年）
  - 滝口と横笛（1960年）
  - 根獅子のきりしたん（1961年）
  - 鬼の夜ばなし（1961年）
  - こんど生まれたら（1963年）
  - 女と味噌汁 その29（1974年）
  - あんちゃんの恋、逃げた（1988年）
  - ワタシ達の関係（1991年）
- 人間動物園（1958年、NHK）
- 母と子（KRT）
  - 第7話「ある日曜日の午後」（1959年）
  - 第29話「母の真夜中」（1959年）
- サンヨーテレビ劇場（KRT → TBS）
  - 夢十夜より「恋文」「百合の館」（1959年）
  - いろはにほへと（1959年）
  - 砂時計（1960年）
  - 魚紋（1961年）
- お好み日曜座 「ゴーマンな妖精」（1959年、NHK）
- 通り雨（1959年、フジテレビ）
- 日立劇場 「浮世絵騒動」（1960年、KR）
- 山本周五郎アワー（TBS）
  - ひとでなし（1961年）
  - 四人ばやし（1961年）
- 舞踊ホール（NHK教育テレビ）
  - よう似た笠（1961年）
  - みちのくのあだちがはらのくろづかに（1961年）
  - 青銅の基督（1962年）
- 夫婦百景（日本テレビ）
  - 第176話「かくれ夫婦」（1961年）
  - 第243話「奥サン必勝の決め手」（1962年）
  - 第314話「関白女房」（1964年）
- 近鉄金曜劇場（朝日放送）
  - ヘチマくん（1962年、TBS）
  - 遠い影（1966年）
  - 心の歌（1966年）
  - ある団地の物語（1966年）
- 人生の四季 第58話「老教師」（1962年、日本テレビ）
- 判決（1962年、NET）
- うちの宿六（1963年、フジテレビ）
- 武田ロマン劇場 「三味線とオートバイ」（1963年、日本テレビ）
- おかあさん 第2シリーズ（TBS）
  - 第181話「麦の秋」（1963年）
  - 第222話「汽笛の鳴る街」（1964年）
  - 第288話「嘘ついたら針千本」（1965年）
  - 第391話「山鷺」（1967年）
- 創作劇場 「五百羅漢」（1963年、NHK教育テレビ）
- 日産スター劇場（日本テレビ）
  - 権三と助十（1964年）
  - 俺も義士だ（1964年）
  - おれは宴会屋（1965年）
  - パパの秘密（1965年）
  - おゝわが愚兄（1967年）
- 日本映画名作ドラマ（NET）
  - 浮草（1964年）
  - 雪たたき（1964年）
- あじさいの歌（1964年、NET）
- ママと四人のボーイフレンド（1964年、フジテレビ）
- ドラマへの招待 「今日は、区民税です」（1964年、フジテレビ）
- 目白さんこんにちは 「悲しきランデブー」（1964年、フジテレビ）
- 娘たちの季節（1964年、フジテレビ）
- いのちある日を（1965年、NET）
- ああ! 夫婦 第1シリーズ 第5話「猫と夫婦」（1965年、TBS）
- 黄水仙（1966年、関西テレビ）
- 若者たち（1966年、フジテレビ）
- 千姫（1966年、毎日放送）
- シオノギテレビ劇場 「湯島の白梅」（1966年、フジテレビ）
- 停年退職（1966年、NHK）
- NHK劇場 「みそ汁の味」（1966年、NHK）
- お嫁さん 第2シリーズ（1967年、フジテレビ・松竹）
- 眠狂四郎（1967年、フジテレビ）
- 銭形平次（フジテレビ）
  - 第42回「十手子守唄」（1967年） - お元
  - 第220回「蛍火の女」（1970年） - お藤
  - 第261回「母子つばくろ」（1971年） - お斗勢
  - 第367回「日陰に散った涙花」（1973年） - お千代
  - 第388回「人情大利根往来」（1973年） - お吉
  - 第639回「人情女白波」（1978年） - お辰
  - 第674回「夫婦流転」（1979年） - おふじ
- フレッシュマン（1967年、フジテレビ）
- おやじさん（1967年、NET）
- ゆば（1967年、TBS）
- ナショナル劇場 「青春をわれらに」（1968年、TBS）
- 土曜劇場 「きんらんどんす」（1969年、フジテレビ）
- 連続テレビ小説 「信子とおばあちゃん」（1969年、NHK）
- 見合い恋愛（1969年、日本テレビ）- 菅野美津江(主婦役)
- グランド劇場 「華々しき一族」（1970年、日本テレビ）
- ポーラ名作劇場 「花嫁の父」（1970年、NET）
- 銀河ドラマ 「台所太平記」（1970年、NHK）
- 銀河テレビ小説 「愛について」（1972年、NHK） - 伊奈登勢子
- だいこんの花（1970年、NET）
- おにぎり母さん（1971年、フジテレビ）
- 泣くな青春（1972年、フジテレビ）
- 水戸黄門（TBS）
  - 第6部 第21話「ど根性河内節・八尾」（1975年8月18日） - おまき
  - 第10部 第10話「婿入り八丁味噌・岡崎」（1979年10月15日） - 三河屋おとせ
  - 第15部 第26話「黄門様の婿入り志願・敦賀」（1985年7月22日） - お民
  - 第20部 第15話「女度胸の玄海節・小倉」（1991年2月18日） - お竜
  - 第21部 第4話「母恋し娘馬子唄・米子」（1992年4月27日） - 雲の井
  - 第23部 - 翠香院
    - 第1話「水戸黄門・水戸」（1994年8月1日）
    - 第11話「陰謀渦巻く加賀百万石・金沢」（1994年10月17日）
- あさひが丘の大統領（1979年、日本テレビ） - 大西里枝
- 木曜ゴールデンドラマ（日本テレビ・読売テレビ）
  - 千姫春秋記（1981年、読売テレビ）
  - 女はおんな（1986年、読売テレビ）
- はらぺこ同志（1982年、TBS）
- ゴールデンワイド劇場 「終着駅はまだ遠い」（1982年5月24日、ANB） - 里子
- 家族の晩餐（1984年、日本テレビ） - 城戸さわ
- 暴れん坊将軍II 第105話「母も哀しき女郎蜘蛛!」（1985年、ANB） - おりん
- 女はいつも涙する 代議士の妻たち（1988年、TBS） - 清原弥生
- おやじのヒゲ3（1988年、TBS）
- 妻そして女シリーズ 「復讐に燃えて」（1989年、TBS）
- 大岡越前（TBS / C.A.L）
  - 第10部 第3話「巷の噂を買う女」（1988年3月14日） - お甲
  - 第11部 第4話「緋桜の女」（1990年5月14日） - お紋
  - 第13部〜15部（1992年 - 1999年） - 静加
  - 第13部 第1話「大岡越前」（1992年11月16日） - 萩の井（静加と二役）
- 土曜ワイド劇場 「家政婦は見た!8」（1990年、テレビ朝日）
- 女忍かげろう組シリーズ（1990年 - 1991年、日本テレビ） - 春日局
- 社長になった若大将（1992年、TBS）
- 外科医有森冴子（1992年、日本テレビ）
- 大河ドラマ 「八代将軍吉宗」（1995年、NHK）　- 桂昌院
- テレビ、翔んだ!（1999年、日本テレビ）

### 映画
- 長谷川・ロッパの家光と彦左（1941年　東宝映画） - 静御前
- 三等重役（1952年5月 東宝）- おこま
- 続三等重役（1952年9月 東宝）- おこま
- 東京の恋人（1952年7月 東宝）- 小夏
- 続十代の性典（1953年5月　大映）- 本左奈々江
- 坊っちゃん（1953年8月　東京映画作品・東宝配給） - 〆太郎
- 北海の虎（1953年11月　東京映画作品・東宝配給）- 『おかめ』の女将
- 銀座の女（1955年4月　日活）- 照葉
- へそくり社長（1956年1月　東宝） - 小寿々
- 新婚日記 恥しい夢（1956年4月 大映）- 二宮雪江
- 台風騒動記（1956年12月　山本プロダクション・まどかグループ作品・松竹配給） - 山瀬みえ（町長夫人）
- 続・サザエさん（1957年4月 東宝） - 伊佐阪軽子
- サザエさんの青春（1957年12月 東宝） - 海老名夫人
- 続・社長三代記（1958年3月 東宝） - 〆駒（年増芸者）
- 結婚のすべて（1958年5月 東宝）- 「パット・ブーン」のマダム
- おトラさん大繁盛（1958年12月　東京映画作品・東宝配給） - 藤枝
- サザエさんの新婚家庭（1958年9月 東宝） - 蛭田夫人
- 社長太平記（1959年1月 東宝） - 女将お桂
- 惜春鳥（1959年4月 松竹） - 米子
- 今日もまたかくてありなん（1959年9月 松竹）- 竹村とも江
- 新・三等重役 旅と女と酒の巻（1960年1月 東宝） - 伊勢ふみ子
- 白い崖（1960年4月 東映） - 青木英子
- いろはにほへと（1960年5月 松竹）- およね
- 秋立ちぬ（1960年10月 東宝）- 順子の母親 三島直代
- 婚期（1961年1月　大映東京作品・大映配給） - 民江
- 出世コースに進路を取れ（1961年1月 東宝） - 久仁子
- 福の神 サザエさん一家（1961年3月 東宝） - 花村むつ子夫人
- 東京おにぎり娘（1961年5月 大映）- はま
- 妻として女として（1961年5月 東宝）- 西垣美保の友人京子
- 家庭の事情（1962年1月 大映）- 玉子
- ホノルル・東京・香港（1963年6月 東宝） - 旅館の女将
- 日本侠客伝（1964年8月 東映） - お柳
- 悶え（1964年10月 大映）- 美容家の白木須磨子
- 私は泣かない (1966年10月 日活) - 「エトワール」のマダム 桜井美佐
- 極道の妻たち（1986年11月　東映京都作品・東映配給） - 堂本絹江

## 文献
- 藤間紫『修羅のはざまで』「女の自叙伝」婦人画報社、1992年
- 『紫－藤間紫写真集』 春秋社、2011年、市川猿之助編著

## 受賞歴
- 菊田一夫演劇賞
  - 優秀賞（1980年）
  - 大賞（1991年）
- 読売演劇大賞
  - 最優秀女優賞（1994年）
- 紺綬褒章（1959年）
- 勲四等宝冠章（1994年）
- イタリア・ボローニャ市
  - 文化功労賞（1983年）
  - 名誉市民（1985年）